# Piramida Senusreta II.
Piramida Senusreta II. (egipčansko Ka Senusret, slovensko Senusret sije) je piramidni kompleks, ki ga je v El-Lahunu zgradil faraon Senusret II. iz Dvanajste egipčanske dinastije.

## Lokacija in prva izkopavanja
Piramido je prvi obiskal Karl Richard Lepsius v 1840. letih in opravil hitre arheološke raziskave. Prve temeljite raziskave je pet let za njim opravil Flinders Petrie. Petrie je na severni strani piramide nekaj mesecev zaman iskal vhod vanjo, ker je Senusret opustil običajno prakso Starega in Srednjega kraljestva, da so vhodi v piramide na severni strani. Namesto tega je zgradil vertikalen jašek pod princesino grobnico približno deset metrov vzhodno od južne stranice piramide. Češki egiptolog Miroslav Verner  je njegovo odločitev razložil z verskimi razlogi in strahom pred roparji grobnic. Petrie je po več poskusih po nekaj mesecih le odkril vhod v piramido.
Od leta 1989 je pokopališki kompleks raziskovala manjša skupina arheologov pod vodstvom N.B. Millet iz Royal Ontario Museum in arhitekta J.E. Knudstada.  Cilj njihovih raziskav je bil razširiti  Petriejevo delo z zbiranjem arhitekturnih podrobnosti tamkajšnjih spomenikov, ki jih je Petrie zanemaril.

## Glavna piramida
Jedro piramide je bilo zgrajeno iz blatnih zidakov okoli šrbine iz rumenega apnenca, s čimer so se zmanjšali stroški in skrajšal čas gradnje. Jedro je bilo obloženo z belim apnencem, katerega so v Devetnajsti dinastiji odstranili in porabili za gradnje Ramzesa II. Arheologi so odkrili samo ostanke piramidiona iz črnega granita, ki je krasil vrh piramide.
Piramido je pred poplavami ščitil jarek, napolnjen z gruščem, ki naj bi zadržal deževnico.